# Sulina (Schiff)
Die Sulina war ein 1939 gebautes rumänisches Passagier- und Frachtmotorschiff der staatlichen Reederei Serviciul Maritim Român. Im Zweiten Weltkrieg vercharterte die rumänische Regierung das Schiff 1941 an die deutsche Kriegsmarine, die es als Transporter und Verwundetentransportschiff nutzte. Im Mai 1942 versenkte ein sowjetisches U-Boot die Sulina. Der Name des Schiffes stammt von der Stadt Sulina.

## Bau und technische Daten
Das Schiff wurde auf Bestellung der staatlichen rumänischen Reederei „Serviciul Maritim Român“ (SMR) auf der Werft Cantieri Navali Riuniti im Werk Palermo auf Kiel gelegt. Der Stapellauf fand im Juni 1939 unter dem Namen Sulina statt, die Fertigstellung und Ablieferung erfolgte im September 1939. Auf dieser Werft wurden auch die von der SMR bestellten Schwesterschiffe Mangalia, Balcic und Cavarna gebaut.
Ihre Länge betrug 116,20 Meter über alles, sie war 15,40 Meter breit und wies einen Tiefgang von maximal 7,11 Metern auf. Sie war mit 3495 BRT bzw. 2022 NRT vermessen und hatte eine Tragfähigkeit von 5000 tdw. Der Antrieb bestand aus einem Fiat-Sechszylinder-Dieselmotor, dessen Leistung 3200 PS betrug. Diese wirkte auf eine Schraube, das Schiff erreichte eine Geschwindigkeit von 15,5 Knoten. Die Reichweite betrug bei 12 kn 9125 Seemeilen. Als Verwundetentransportschiff war sie mit zwei 20mm-Flak ausgestattet.

## Geschichte

### Rumänisches KombischiffSulina
Nach Ablieferung der Werft an die Reederei SMR wurde die Sulina in Konstanza als Heimathafen registriert. Auf welchen Routen das Schiff von der „Serviciul Maritim Român“ zunächst eingesetzt wurde, ist unklar. Mit dem Kriegseintritt Rumäniens auf Seiten der Achsenmächte am 21. Juni 1941 vercharterte die rumänische Regierung die Sulina an die deutsche Kriegsmarine.

### Deutscher VerwundetentransporterSulina
Die Kriegsmarine plante bereits im Mai 1941, die Sulina zum Lazarettschiff umzubauen. Da die sowjetische Seite Lazarettschiffe grundsätzlich nicht anerkannte, wurde sie als Verwundetentransporter genutzt und konnte 60 Verwundete aufnehmen. Mit diesem Status konnte sie auch Truppen sowie Nachschub zur Front transportieren und wurde mit zwei 20-mm-Flak bewaffnet.
Unterlagen zu Einsätzen der Sulina sind nicht bekannt – zu Fahrten liegen nur vereinzelte Informationen vor: Im Frühjahr 1942 war das Schiff nach Auftauen des Eises ab 20. April wieder im Nachschubverkehr eingesetzt und verkehrte zwischen Konstanza und Otschakov in der heutigen Ukraine.
Wenige Wochen später, am 29. Mai 1942, wurde die Sulina Ziel eines sowjetischen U-Boot-Angriffes: Während eines Geleits mit dem Frachter Ardeal und eskortiert von den rumänischen Zerstörern Regina Maria, Mărăști sowie Mărășești, war der Konvoi auf dem Weg von Konstanza nach Odessa. An Bord der Sulina soll sich eine Fracht aus 4000 Tonnen Hafer und 510 Tonnen Weizen befunden haben. Kurz vor Odessa griff das sowjetische U-Boot A-3 das Geleit mit zwei Torpedos an und traf die Sulina.
Heute ist das in etwa 20 Metern Tiefe liegende Wrack des Schiffes ein beliebtes Ziel für Taucher.